# Dilly Duka
Dilaver Duka noto anche come Dilly Duka (Montville, 15 settembre 1989) è un ex calciatore statunitense, di ruolo centrocampista.
Possiede anche il passaporto albanese.

## Biografia
Nato e cresciuto negli Stati Uniti ma è di origini albanesi.

## Carriera

### Club
Il 29 giugno 2016 ritorna a giocare nel Columbus Crew.

## Statistiche

### Presenze e reti nei club
Statistiche aggiornate all'8 novembre 2015.
| Stagione               | Squadra                | Campionato             | Campionato | Campionato | Coppe nazionali | Coppe nazionali | Coppe nazionali | Coppe continentali | Coppe continentali | Coppe continentali | Altre coppe | Altre coppe | Altre coppe | Totale | Totale |
| Stagione               | Squadra                | Comp                   | Pres       | Reti       | Comp            | Pres            | Reti            | Comp               | Pres               | Reti               | Comp        | Pres        | Reti        | Pres   | Reti   |
| ---------------------- | ---------------------- | ---------------------- | ---------- | ---------- | --------------- | --------------- | --------------- | ------------------ | ------------------ | ------------------ | ----------- | ----------- | ----------- | ------ | ------ |
| 2010                   | Columbus Crew          | MLS                    | 3          | 0          | OC              | 3               | 0               | -                  | -                  | -                  | -           | -           | -           | 6      | 0      |
| 2011                   | Columbus Crew          | MLS                    | 23         | 2          | OC              | 0               | 0               | CCC                | 5                  | 0                  | -           | -           | -           | 28     | 2      |
| 2012                   | Columbus Crew          | MLS                    | 20         | 0          | OC              | 0               | 0               | -                  | -                  | -                  | PO          | 1           | 0           | 21     | 0      |
| 2013                   | Chicago Fire           | MLS                    | 31         | 4          | OC+USL          | 4+2             | 0               | -                  | -                  | -                  | -           | -           | -           | 37     | 4      |
| gen.-ago. 2014         | Chicago Fire           | MLS                    | 6          | 0          | OC+USL          | 1+3             | 0+1             | -                  | -                  | -                  | -           | -           | -           | 10     | 1      |
| Totale Chicago Fire    | Totale Chicago Fire    | Totale Chicago Fire    | 37         | 4          |                 | 10              | 1               |                    | -                  | -                  |             | -           | -           | 47     | 5      |
| ago.-dic. 2014         | Montreal Impact        | MLS                    | 14         | 3          | OC              | 0               | 0               | -                  | -                  | -                  | -           | -           | -           | 14     | 3      |
| 2015                   | Montreal Impact        | MLS                    | 30         | 3          | OC              | 0               | 0               | CCC                | 10                 | 2                  | CC          | 3           | 0           | 43     | 5      |
| Totale Montreal Impact | Totale Montreal Impact | Totale Montreal Impact | 44         | 6          |                 | 0               | 0               |                    | 10                 | 2                  |             | 3           | 0           | 57     | 8      |
| 2016                   | Columbus Crew          | MLS                    | 0          | 0          | OC              | 0               | 0               | -                  | -                  | -                  | -           | -           | -           | 0      | 0      |
| Totale Columbus Crew   | Totale Columbus Crew   | Totale Columbus Crew   | 46         | 2          |                 | 3               | 0               |                    | 5                  | 0                  |             | 1           | 0           | 55     | 2      |
| Totale carriera        | Totale carriera        | Totale carriera        | 127        | 12         |                 | 13              | 1               |                    | 15                 | 2                  |             | 4           | 0           | 159    | 15     |